# Юрковка (Звенигородский район)
Юрко́вка (укр. Юрківка) — село в Звенигородском районе Черкасской области Украины.
Занимает площадь 6,641 км². Почтовый индекс — 20245. Телефонный код — 4740.

## Население
Население по переписи 2001 года составляло 3023 человека.

### Языковой состав
Родной язык населения по данным переписи 2001 года:
| Язык       | Численность, чел. | Доля     |
| ---------- | ----------------- | -------- |
| Украинский | 2 948             | 97,52 %  |
| Русский    | 69                | 2,28 %   |
| Другое     | 6                 | 0,20 %   |
| Итого      | 3 023             | 100,00 % |

## Местный совет
20245, Черкасская обл., Звенигородский р-н, с. Юрковка